# 日の丸醸造
日の丸醸造株式会社（ひのまるじょうぞう）は、秋田県横手市増田町増田に本社を置く日本酒メーカーである。秋田の地酒「まんさくの花」の蔵元として知られる。

## 概要
1689年（元禄2年）に創業する。

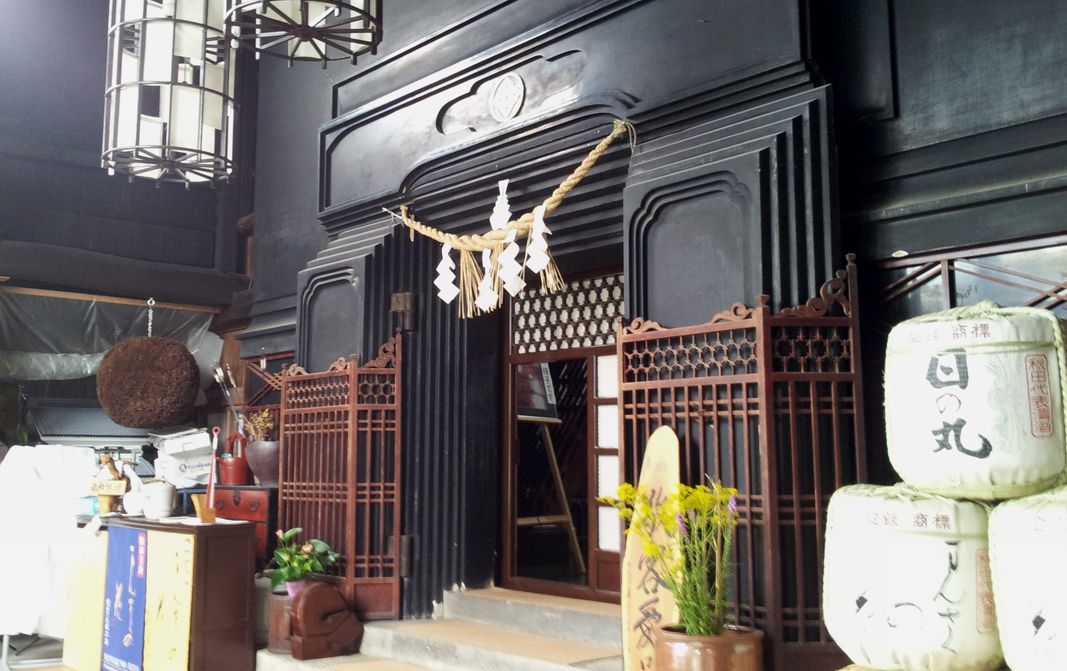
文庫蔵（国の登録有形文化財）

蔵の名および酒名「日の丸」の由来は、秋田藩主・佐竹公の紋所「五本骨の扇に丸印（日の丸・月丸）」にちなんで命名され、1907年（明治40年）に登録商標済である。
1943年（昭和18年）に戦時下の企業整備令によって廃業したが、5年後の1948年（昭和23年）に基本製造石高400石の許可を得て復活した。
1981年（昭和56年）、横手市を舞台に放映されたNHK連続テレビ小説『まんさくの花』をきっかけに銘柄「まんさくの花」が誕生した。当時の主力商品「日の丸」のやや重みある酒質とは違う「きれいで優しい酒質」への挑戦を志して生まれた。ラベルの揮毫は今関枝竹。「まんさくの花」は、連続テレビ小説のタイトルで、花の名前でもあり、優しい名前の響きが酒質にあっていたこと、ドラマの主人公が秋田から上京して困難に負けずにがんばるストーリにあやかり、復活後の1代目が名付けた。
「まんさくの花」誕生以後、首都圏向けのブランドを「まんさくの花」、地元メインの銘柄を「日の丸」として残し、すみ分けを行った。「まんさくの花」は売り上げの9割を占める。
本社、製造所は横手市南部の増田地域に位置しており、一帯が「横手市増田伝統的建造物群保存地区」として国の重要伝統的建造物群保存地区として指定されている。
同じく横手市増田町に本社を置く株式会社クツザワが開発した「お酌ロボット」とコラボレーションしたことがある。
2021年8月、新型コロナウイルス感染拡大の影響で飲食店での酒類提供ができず、「一升瓶のお酒が売れないこと」「商品のほとんどが家飲みサイズの瓶への詰め替えができないこと」「酒米を作っている契約農家にも影響が及ぶこと」などの窮状を訴えるツイートをTwitterにて投稿したところ大きな反響があった。

## 主な商品
- 別格大吟醸 まんさくの花
- 純米大吟醸 まんさくの花 山田錦45
- 純米大吟醸 まんさくの花
- 純米吟醸 まんさくの花
- 純米吟醸 まんさくの花 吟丸
- 特別純米 うまからまんさく
- 生もと純米 真人
- 純米 まんさくの花
- 特別本醸造 まんさくの花
- 本醸造精撰 日の丸
- 純米吟醸 今日はめで鯛
- スイートリキュール よーぐるしゅ
- スイートリキュール 純米たまご酒
- ノンアルコール甘酒 秋田美人のひみつ
- 大吟醸酒粕焼酎 マンサクノハナ
- 甘酒仕込み梅酒 梅まんさく